# Штарк, Франц
Франц Штарк (нем. Franz Stark; 7 октября 1901, Сент-Луис, США — 15 октября 1982, Диц, ФРГ) — гауптштурмфюрер СС, служащий зондеркоманды 1b в составе айнзацгруппы A, активно участвовавший в убийстве евреев во время Второй мировой войны. В 1962 году предстал перед судом и за убийства был приговорён к пожизненному заключению.

## Биография
В 1890 году мать Штарка эмигрировала в США, где родился её внебрачный сын Франц. В 1903 году она вместе с сыном вернулась в Германию. После того как она неоднократно плохо с ним обращалась, в 1905 году Штарка передали в приемную семью.
После посещения народной школы обучался на моделиста, но не сдал экзамен на звание подмастерья. Впоследствии был безработным. В 1919 году присоединился к добровольческому корпусу Россбаха, с которым выдвинулся в Прибалтику. Без участия в боевых действиях его сочли слишком юным и отпустили. Вернувшись в Мюнхен он снова стал безработным, а затем нашёл работу в качестве посыльного в разных фирмах. Когда он вновь остался без работы, Штарк записался в ряды добровольческого корпуса Оберланд, в составе которого принимал участие в Капповском путче, а также в подавлении Рурского восстания и восстания в Верхней Силезии.
Уже в 1920 году вступил в НСДАП и в 1921 году стал одним из первых членов Штурмовых отрядов (СА). В 1923 году участвовал в Пивном путче. Затем взял на себя обязанности курьера для запрещённой нацистской партии. После окончания запрета повторно вступил в партию 7 мая 1929 года (билет № 127445). В последующие годы перебивался случайными заработками: дольше всего он устроился на работу кассиром на сигаретной фабрике.
В 1933 году стал коридорным Рейнхарда Гейдриха в Мюнхене. В том же году был зачислен в ряды СС. С мая по октябрь 1933 проходил службу  в 19-м пехотном полку. В мае 1934 году стал руководящим сотрудником СД и в секции СД «Юг» в Мюнхене заведовал картотекой. В 1937 году был переведён на ту же должность в регистратуру секции СД в Аугсбурге, а в 1941 году — в главную секцию СД в Мюнхене.
В октябре 1941 года Штарк был зачислен в зондеркоманду 1b. В 1941 году зондеркоманда из Риги прибыла в Минск, где находилась в подчинении командира полиции безопасности и СД в Белоруссии. Здесь Штарк контролировал исполнение множество казней. Он отличался особой жестокостью, носил с собой хлыст, которым гнал своих жертв к казням. В случае расстрела евреев из Ракова, который прошёл недостаточно быстро, Штарк начал стрелять ещё до прибытия на место казни. Во время акции в Минском гетто с 1 по 3 марта 1942 года контролировал транспортировку евреев от железной дороги до места казни. На следующий день сам участвовал в казни и собственноручно расстрелял около 30 евреев.
В мае 1942 года на три недели прибыл в отделение СД в Париже и впоследствии опять работал в регистратуре в Мюнхене. 22 декабря 1942 года в Аугсбурге на Барбаре Трамбауер, которая ранее была замужем за Генрихом Трамбауером, считавшимся героем НСДАП за его роль в Пивном путче.
В начале 1944 года был переведён в отделение СД в Аугсбурге. После войны под чужим именем переехал в Мюнхен, где вскоре стал жить под настоящим именем и 17 сентября 1945 года был помещен американскими войсками в лагерь для интернированных. После пребывания в разных лагерях для интернированных 29 апреля 1948 года был освобождён. Впоследствии работал в качестве неквалифицированного рабочего и водителя.
В октябре 1962 года ему вместе с другими служащими полиции безопасности и СД в Минске, включая Георга Хойзера, было выдвинуто обвинение земельным судом Кобленца. В суде он был одним из некоторых, кто признался в своих преступлениях «с почти безжалостной откровенностью». Под этим подразумевалось убийство трёх евреев из личной мести. Во время акции в Минске на Штарка с плёткой обратил внимание генеральный комиссар Белоруссии Вильгельм Кубе. Это привело к конфронтации, и чтобы отомстить Кубе, Штарк застрелил трёх венских евреев, которые работали на Кубе в качестве парикмахеров. За это деяние он был приговорён к пожизненному заключению в тюрьме строгого режима. В 1982 году умер в заключении.